# Fourques (Pyrénées-Orientales)
Pour les articles homonymes, voir Fourques.
Fourques  est une commune française située dans l'est du département des Pyrénées-Orientales, en région Occitanie. Sur le plan historique et culturel, la commune est dans la région des Aspres, un minusule territoire roussillonnais compris entre les sillons de la Têt au nord et du Tech au sud qui tire son nom de la nature caillouteuse de ses sols.
Exposée à un climat méditerranéen, elle est drainée par le Réart, l'Ille, la rivière de Tordères et par divers autres petits cours d'eau.
Fourques est une commune rurale qui compte 1 333 habitants en 2022, après avoir connu une forte hausse de la population depuis 1975.  Elle fait partie de l'aire d'attraction de Perpignan. Ses habitants sont appelés les Fourcatins ou  Fourcatines.

## Géographie

### Localisation
La commune de Fourques se trouve dans le département des Pyrénées-Orientales, en région Occitanie.
Elle se situe à 16 km à vol d'oiseau de Perpignan, préfecture du département, à 11 km de Céret, sous-préfecture, et à 6 km de Thuir, bureau centralisateur du canton des Aspres dont dépend la commune depuis 2015 pour les élections départementales.
La commune fait en outre partie du bassin de vie de Thuir.
Les communes les plus proches sont : 
Passa (2,6 km), Terrats (3,1 km), Tordères (3,3 km), Trouillas (4,0 km), Llupia (4,4 km), Sainte-Colombe-de-la-Commanderie (4,5 km), Montauriol (4,6 km), Tresserre (4,6 km).
Sur le plan historique et culturel, Fourques fait partie de la région des Aspres. Compris entre les sillons de la Têt au nord et du Tech au sud, ce minuscule territoire roussillonnais tire son nom de la nature caillouteuse de ses sols.

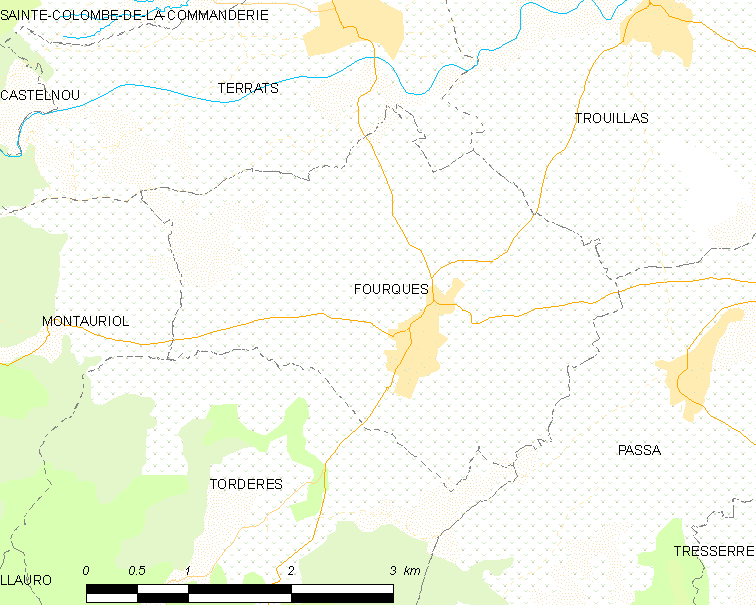
Situation de la commune.

|            | Terrats  | Trouillas |
| Montauriol | Fourques | Passa     |
|            | Tordères |           |

### Géologie et relief
La superficie de la commune est de 939 hectares. L'altitude de Fourques varie entre 99 mètres et 184 mètres. Le centre urbanisé est à une altitude de 140 m.
La commune est classée en zone de sismicité 3, correspondant à une sismicité modérée.

### Climat
Pour des articles plus généraux, voir Climat de l'Occitanie et Climat des Pyrénées-Orientales.
En 2010, le climat de la commune est de type climat méditerranéen franc, selon une étude du CNRS s'appuyant sur une série de données couvrant la période 1971-2000. En 2020, Météo-France publie une typologie des climats de la France métropolitaine dans laquelle la commune est exposée à un climat méditerranéen et est dans une zone de transition entre les régions climatiques « Pyrénées orientales » et « Provence, Languedoc-Roussillon ».
Pour la période 1971-2000, la température annuelle moyenne est de 14,6 °C, avec une amplitude thermique annuelle de 15,4 °C. Le cumul annuel moyen de précipitations est de 648 mm, avec 6 jours de précipitations en janvier et 3,5 jours en juillet. Pour la période 1991-2020, la température moyenne annuelle observée sur la station météorologique la plus proche, située sur la commune de Vivès à 6 km à vol d'oiseau, est de 15,8 °C et le cumul annuel moyen de précipitations est de 669,2 mm,. Pour l'avenir, les paramètres climatiques de la commune estimés pour 2050 selon différents scénarios d’émission de gaz à effet de serre sont consultables sur un site dédié publié par Météo-France en novembre 2022.

### Milieux naturels et biodiversité
Aucun espace naturel présentant un intérêt patrimonial n'est recensé sur la commune dans l'inventaire national du patrimoine naturel,,.

## Urbanisme

### Typologie
Au 1er janvier 2024, Fourques est catégorisée bourg rural, selon la nouvelle grille communale de densité à sept niveaux définie par l'Insee en 2022.
Elle est située hors unité urbaine. Par ailleurs la commune fait partie de l'aire d'attraction de Perpignan, dont elle est une commune de la couronne,. Cette aire, qui regroupe 118 communes, est catégorisée dans les aires de 200 000 à moins de 700 000 habitants,.

### Occupation des sols
L'occupation des sols de la commune, telle qu'elle ressort de la base de données européenne d’occupation biophysique des sols Corine Land Cover (CLC), est marquée par l'importance des territoires agricoles (95,2 % en 2018), en diminution par rapport à 1990 (96,7 %). La répartition détaillée en 2018 est la suivante : 
cultures permanentes (89,7 %), zones agricoles hétérogènes (5,5 %), zones urbanisées (4,8 %). L'évolution de l’occupation des sols de la commune et de ses infrastructures peut être observée sur les différentes représentations cartographiques du territoire : la carte de Cassini (XVIIIe siècle), la carte d'état-major (1820-1866) et les cartes ou photos aériennes de l'IGN pour la période actuelle (1950 à aujourd'hui).

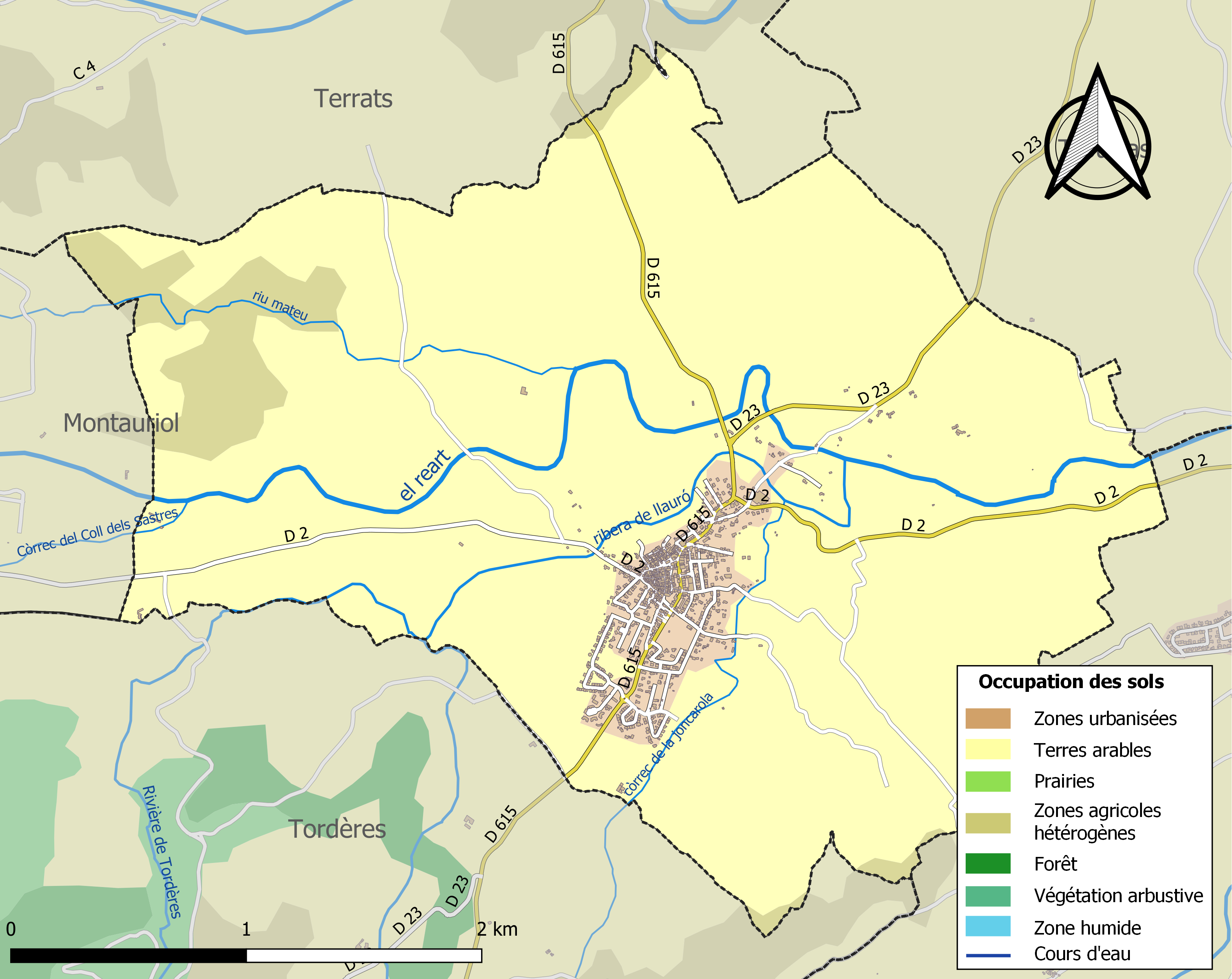
Carte des infrastructures et de l'occupation des sols de la commune en 2018 (CLC).

### Voies de communication et transports
La ligne 570 du réseau liO relie la commune à la gare de Perpignan.

### Risques majeurs
Le territoire de la commune de Fourques est vulnérable à différents aléas naturels : inondations, climatiques (grand froid ou canicule), feux de forêts, mouvements de terrains et séisme (sismicité modérée),.
Certaines parties du territoire communal sont susceptibles d’être affectées par le risque d’inondation par crue torrentielle de cours d'eau du bassin du Réart.
Les mouvements de terrains susceptibles de se produire sur la commune sont soit des mouvements liés au retrait-gonflement des argiles, soit des glissements de terrains. Une cartographie nationale de l'aléa retrait-gonflement des argiles permet de connaître les sols argileux ou marneux susceptibles vis-à-vis de ce phénomène.
Ces risques naturels sont pris en compte dans l'aménagement du territoire de la commune par le biais d'un plan de prévention des risques inondations.

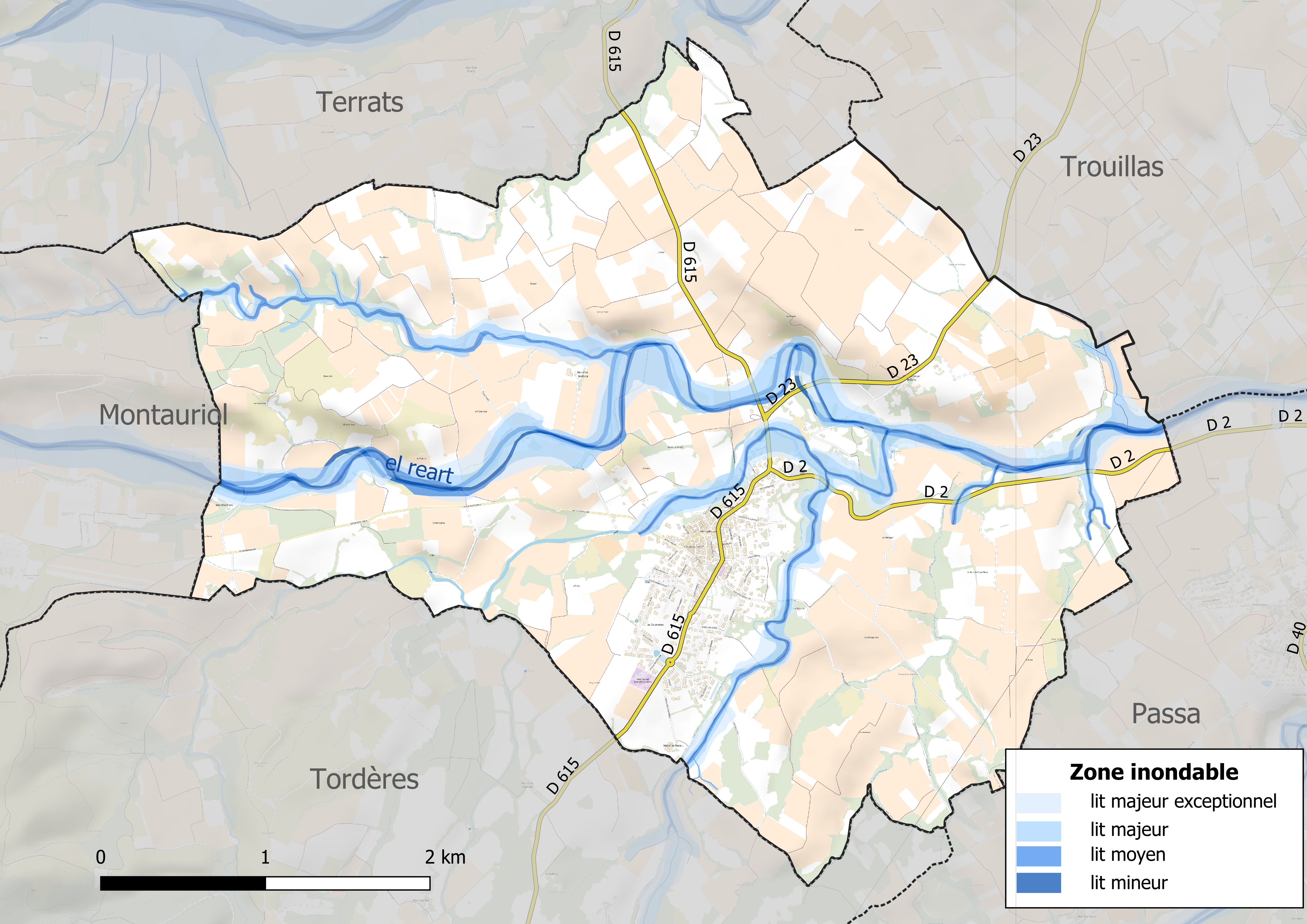
Carte des zones inondables.
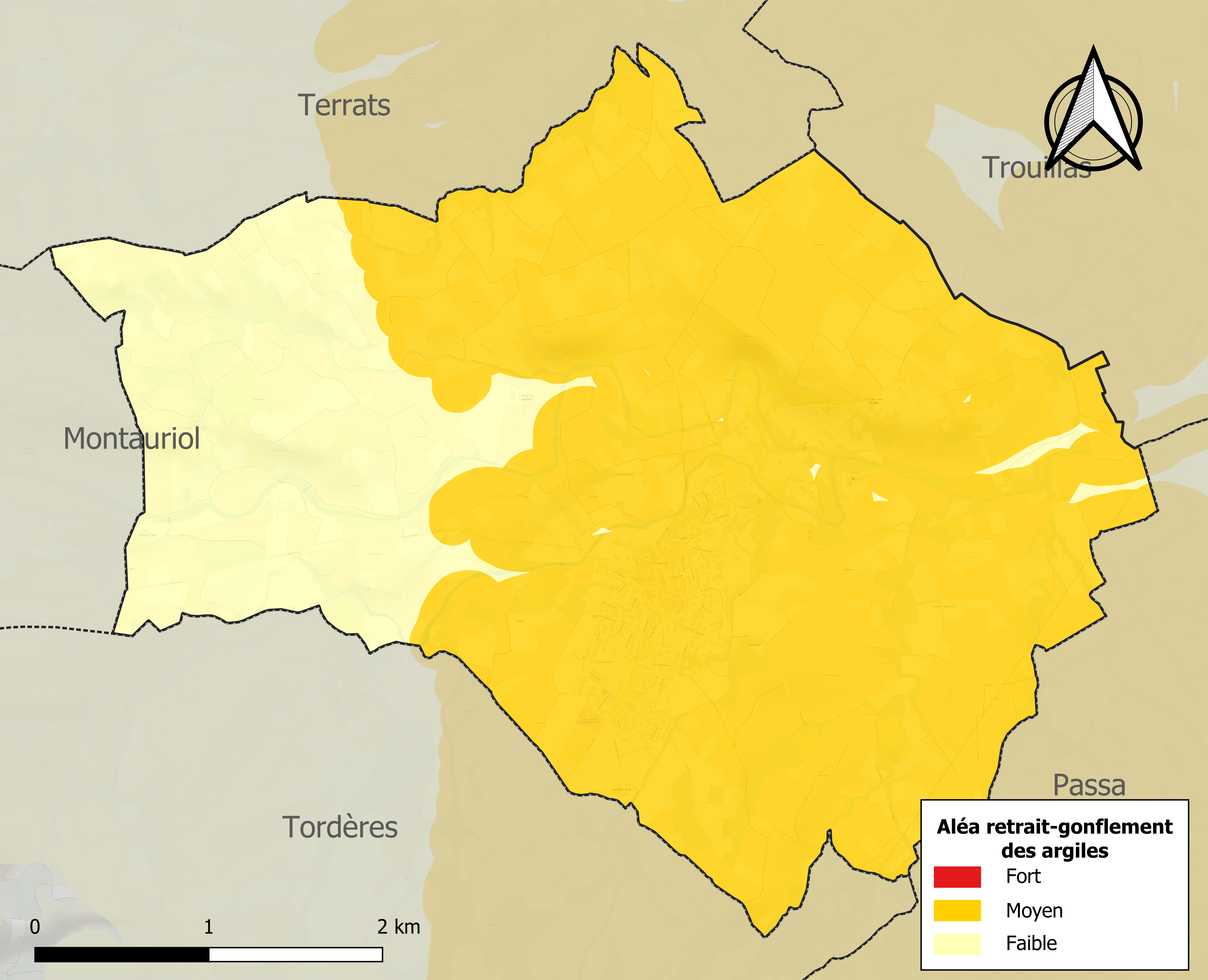
Carte des zones d'aléa retrait-gonflement des argiles.

## Toponymie
Le nom de Fourques apparaît pour la première fois en 844, dans un acte de vente, sous la forme Furchas.
En catalan, le nom de la commune est Forques,.

## Histoire
Les Romains ont peut-être installé la première villa : Villa Forcas (fourches), près du croisement de la Via Domitia et de la Via Conflentana.[réf. nécessaire]
Une occupation est attestée à l'époque du royaume wisigoth de Toulouse (V-VIe siècles).
Une légende dit qu'en l'an 800, lors du passage de Charlemagne, une chapelle Sant Vicens est construite dont les ruines existent encore.
Le lieu est mentionné pour la première fois dans un acte de vente daté du 30 juillet 844, dans lequel, Argila, se déclarant « fils de feu le comte Berà », et faisant sans doute office lui-même de comte de Conflent et du Razès, cède Furchas à son propre fils, également dénommé Berà.
La ville ayant appartenu aux abbayes d'Arles sur Tech, puis à Saint Martin du Canigou, lors de la création du royaume de Majorque, Fourques est doté d'une enceinte (1188), appelée aujourd'hui « château ». 	
À l'époque moderne, la proximité de la plaine, et la hausse du prix des terrains près des villes, a fortement augmenté le nombre d'habitants.
En juin 2023, la municipalité créé une polémique en ayant décidé de faire abattre une portion importante du mur de fortifications daté du XIIe siècle, alors qu'il n'y avait pas de péril imminent et que le mur aurait pu faire l'objet de mesures de restauration selon les défenseurs du patrimoine de l'Association pour la sauvegarde du patrimoine artistique et historique roussillonnais (ASPAHR),.

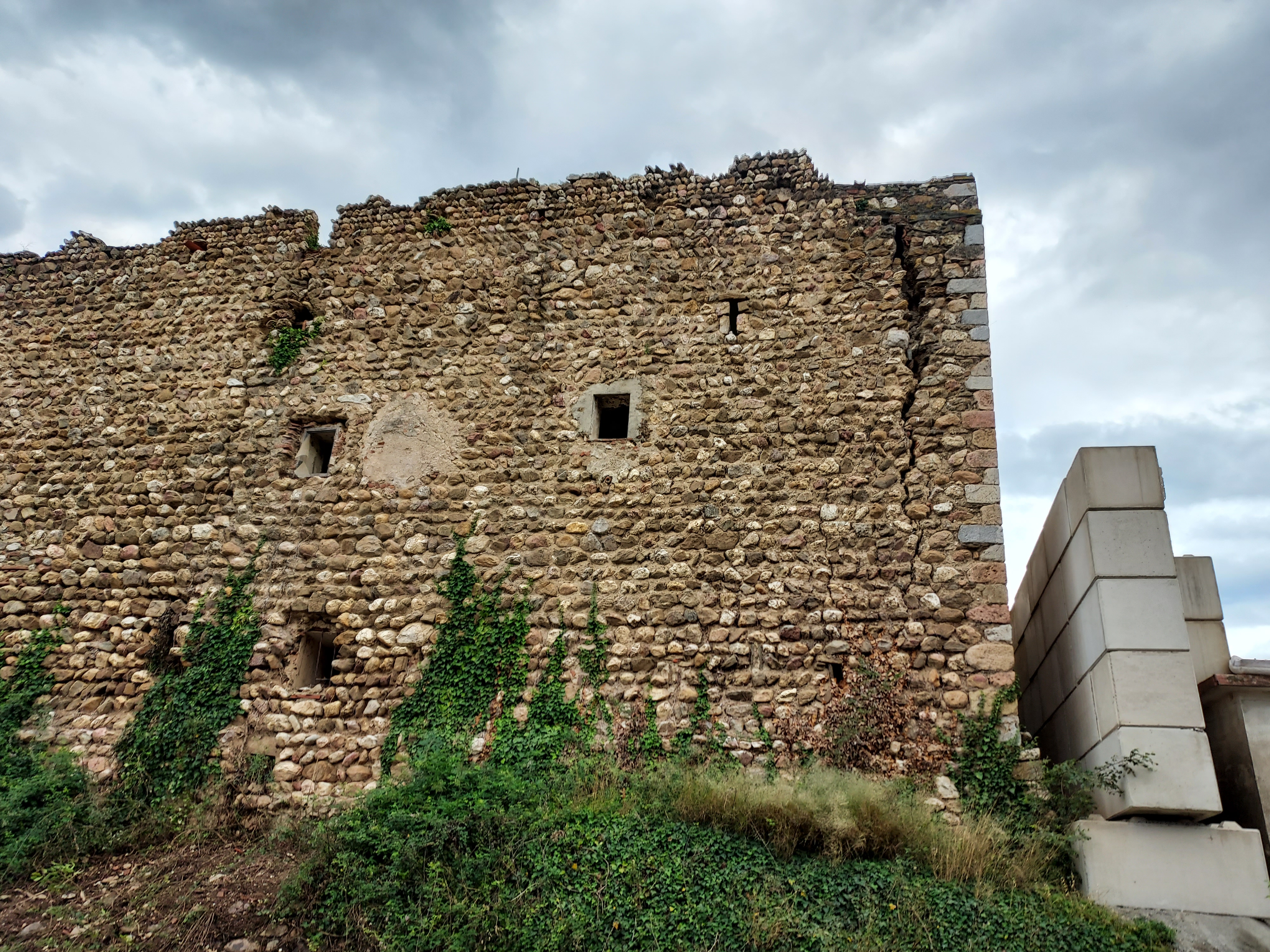
Le rempart avant destruction.
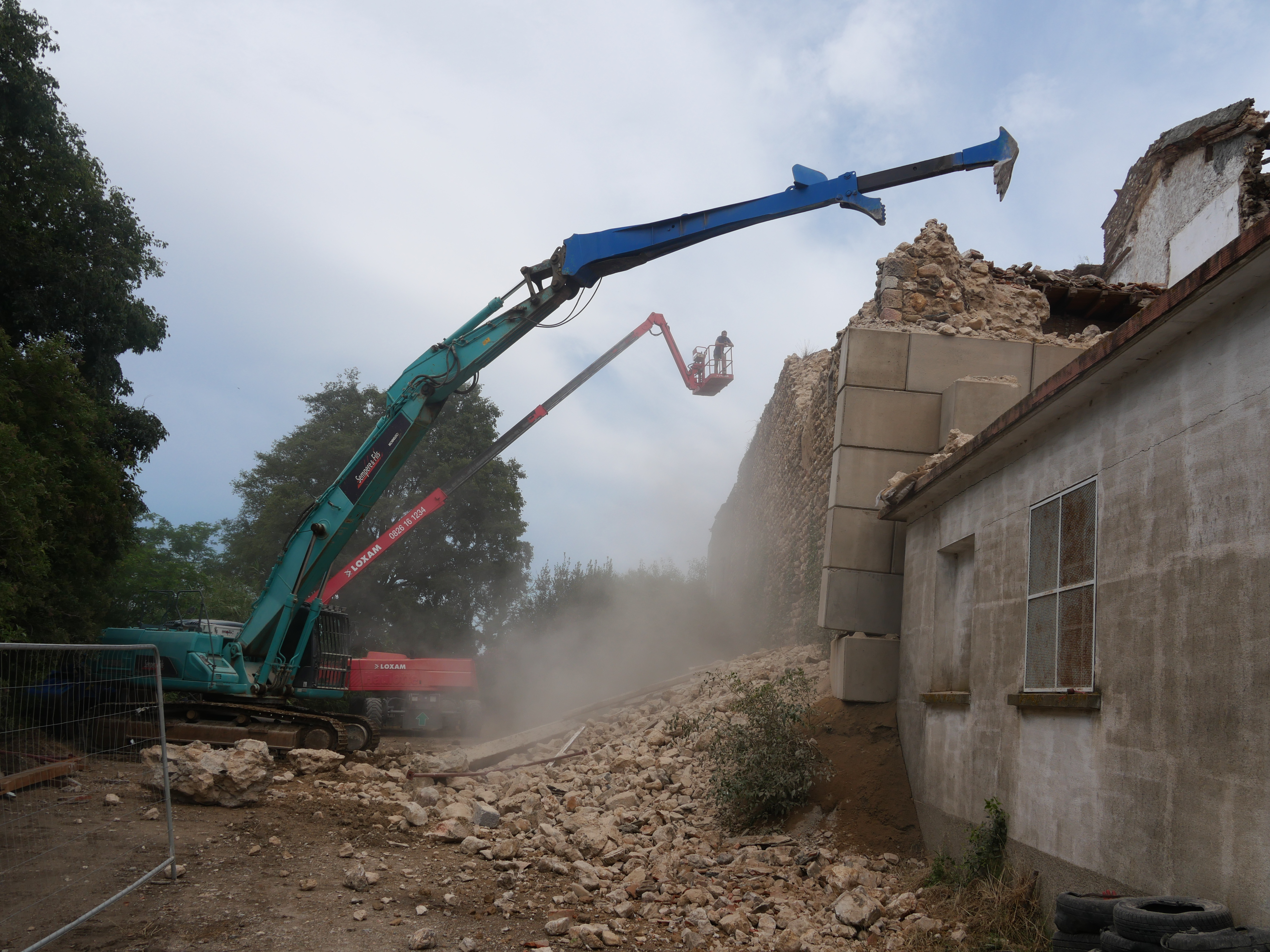
Destruction du rempart.
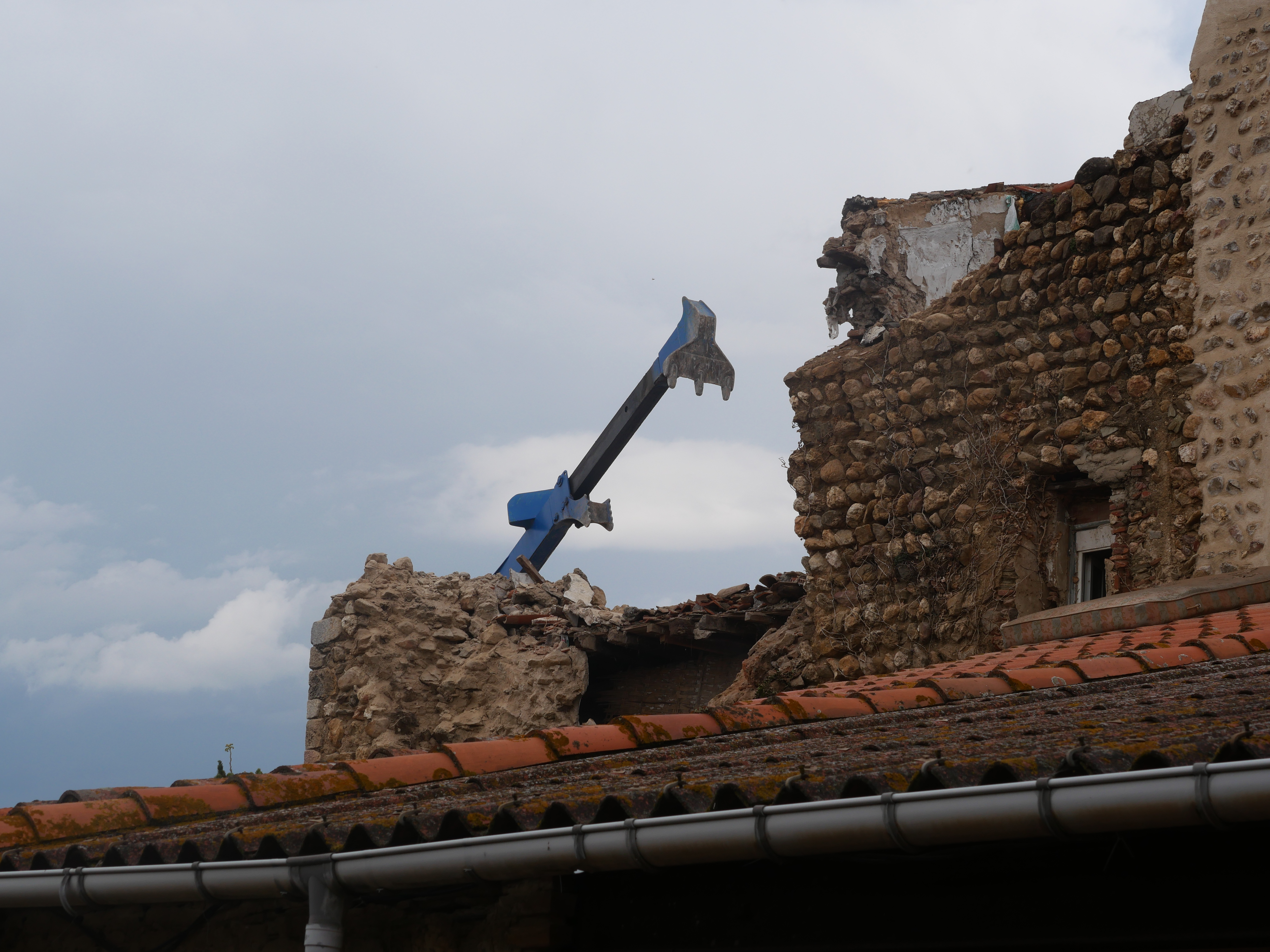
Destruction du rempart.

## Politique et administration

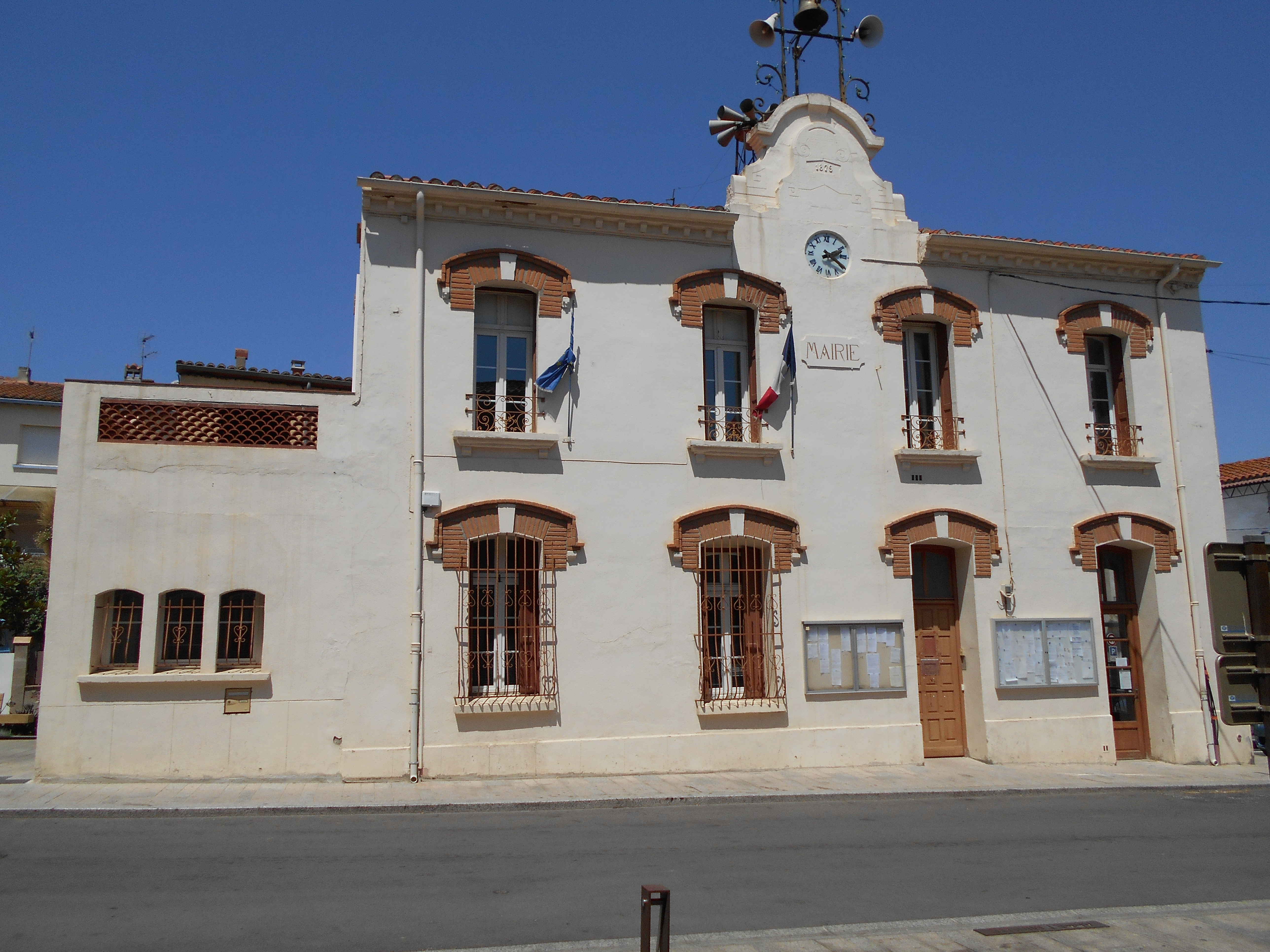
La mairie.

### Canton
À compter des élections départementales de 2015, la commune est incluse dans le nouveau canton des Aspres.

### Administration municipale
Le conseil municipal de Fourques comprend, en plus du maire, deux adjoints et douze conseillers municipaux.

## Population et société

### Démographie ancienne
La population  est exprimée en nombre de feux (f) ou d'habitants (H).
| 1358 | 1365 | 1378 | 1470 | 1515 | 1553 | 1643 | 1709 | 1720 |
| ---- | ---- | ---- | ---- | ---- | ---- | ---- | ---- | ---- |
| 6 f  | 30 f | 29 f | 41 f | 38 f | 23 f | 40 f | 64 f | 65 f |

| 1730 | 1755 | 1767  | 1774 | 1789 | - | - | - | - |
| ---- | ---- | ----- | ---- | ---- | - | - | - | - |
| 55 f | 84 f | 339 H | 55 f | 80 f | - | - | - | - |

Note : 1515 : pour Fourques et Tordères.

### Démographie contemporaine
L'évolution du nombre d'habitants est connue à travers les recensements de la population effectués dans la commune depuis 1793. Pour les communes de moins de 10 000 habitants, une enquête de recensement portant sur toute la population est réalisée tous les cinq ans, les populations de référence des années intermédiaires étant quant à elles estimées par interpolation ou extrapolation. Pour la commune, le premier recensement exhaustif entrant dans le cadre du nouveau dispositif a été réalisé en 2004.

En 2022, la commune comptait 1 333 habitants, en évolution de +5,38 % par rapport à 2016 (Pyrénées-Orientales : +3,92 %, France hors Mayotte : +2,11 %).
| 1793 | 1800 | 1806 | 1821 | 1831 | 1836 | 1841 | 1846 | 1851 |
| ---- | ---- | ---- | ---- | ---- | ---- | ---- | ---- | ---- |
| 397  | 384  | 442  | 487  | 539  | 542  | 604  | 641  | 603  |

| 1856 | 1861 | 1866 | 1872 | 1876 | 1881 | 1886 | 1891 | 1896 |
| ---- | ---- | ---- | ---- | ---- | ---- | ---- | ---- | ---- |
| 538  | 468  | 491  | 494  | 557  | 598  | 561  | 651  | 636  |

| 1901 | 1906 | 1911 | 1921 | 1926 | 1931 | 1936 | 1946 | 1954 |
| ---- | ---- | ---- | ---- | ---- | ---- | ---- | ---- | ---- |
| 640  | 624  | 626  | 668  | 602  | 670  | 619  | 539  | 578  |

| 1962 | 1968 | 1975 | 1982 | 1990 | 1999 | 2004 | 2006 | 2009  |
| ---- | ---- | ---- | ---- | ---- | ---- | ---- | ---- | ----- |
| 663  | 687  | 642  | 670  | 673  | 761  | 916  | 958  | 1 094 |

| 2014  | 2019  | 2022  | - | - | - | - | - | - |
| ----- | ----- | ----- | - | - | - | - | - | - |
| 1 197 | 1 311 | 1 333 | - | - | - | - | - | - |

| selon la population municipale des années : | 1968 | 1975 | 1982 | 1990 | 1999 | 2006 | 2009 | 2013 |
| Rang de la commune dans le département      | 70   | 76   | 76   | 84   | 84   | 81   | 78   | 78   |
| Nombre de communes du département           | 232  | 217  | 220  | 225  | 226  | 226  | 226  | 226  |

### Enseignement
Fourques dispose d'une école élémentaire publique avec un effectif de 127 élèves en 2014 répartis sur cinq classes, puis 139 élèves en 2015.

### Manifestations culturelles et festivités
- Fête patronale : 11 novembre[45] ;
- Fête communale : 20 janvier[45].

## Économie

### Revenus
En 2018, la commune compte 528 ménages fiscaux, regroupant 1 259 personnes. La médiane du revenu disponible par unité de consommation est de 20 100 € (19 350 € dans le département).

### Emploi
|                | 2008   | 2013   | 2018   |
| -------------- | ------ | ------ | ------ |
| Commune        | 8 %    | 10,9 % | 9,2 %  |
| Département    | 10,3 % | 12,9 % | 13,3 % |
| France entière | 8,3 %  | 10 %   | 10 %   |

En 2018, la population âgée de 15 à 64 ans s'élève à 810 personnes, parmi lesquelles on compte 74,4 % d'actifs (65,3 % ayant un emploi et 9,2 % de chômeurs) et 25,6 % d'inactifs,. Depuis 2008, le taux de chômage communal (au sens du recensement) des 15-64 ans est inférieur à celui de la France et du département.
La commune fait partie de la couronne de l'aire d'attraction de Perpignan, du fait qu'au moins 15 % des actifs travaillent dans le pôle,. Elle compte 176 emplois en 2018, contre 191 en 2013 et 160 en 2008. Le nombre d'actifs ayant un emploi résidant dans la commune est de 533, soit un indicateur de concentration d'emploi de 33,1 % et un taux d'activité parmi les 15 ans ou plus de 57,8 %.
Sur ces 533 actifs de 15 ans ou plus ayant un emploi, 77 travaillent dans la commune, soit 15 % des habitants. Pour se rendre au travail, 90,9 % des habitants utilisent un véhicule personnel ou de fonction à quatre roues, 1,7 % les transports en commun, 5 % s'y rendent en deux-roues, à vélo ou à pied et 2,4 % n'ont pas besoin de transport (travail au domicile).

### Activités hors agriculture

#### Secteurs d'activités
81 établissements sont implantés  à Fourques au 31 décembre 2019. Le tableau ci-dessous en détaille le nombre par secteur d'activité et compare les ratios avec ceux du département,.
| Secteur d'activité                                                                                        | Commune | Commune | Département |
| Secteur d'activité                                                                                        | Nombre  | %       | %           |
| --- | ------- | ------- | ----------- |
| Ensemble                                                                                                  | 81      | 100 %   | (100 %)     |
| Industrie manufacturière, industries extractives et autres                                                | 10      | 12,3 %  | (8,7 %)     |
| Construction                                                                                              | 10      | 12,3 %  | (14,3 %)    |
| Commerce de gros et de détail, transports, hébergement et restauration                                    | 20      | 24,7 %  | (30,5 %)    |
| Information et communication                                                                              | 1       | 1,2 %   | (1,9 %)     |
| Activités financières et d'assurance                                                                      | 4       | 4,9 %   | (3 %)       |
| Activités immobilières                                                                                    | 7       | 8,6 %   | (6,2 %)     |
| Activités spécialisées, scientifiques et techniques et activités de services administratifs et de soutien | 12      | 14,8 %  | (13 %)      |
| Administration publique, enseignement, santé humaine et action sociale                                    | 13      | 16 %    | (13,9 %)    |
| Autres activités de services                                                                              | 4       | 4,9 %   | (8,5 %)     |

Le secteur du commerce de gros et de détail, des transports, de l'hébergement et de la restauration est prépondérant sur la commune puisqu'il représente 24,7 % du nombre total d'établissements de la commune (20 sur les 81 entreprises implantées  à Fourques), contre 30,5 % au niveau départemental.

#### Entreprises et commerces
Les cinq entreprises ayant leur siège social sur le territoire communal qui génèrent le plus de chiffre d'affaires en 2020 sont : 
- Groupe Bolfa Holding, activités des sociétés holding (231 k€)
- Domaine Potron Minet, vinification (97 k€)
- SASU Jpa, entretien et réparation de véhicules automobiles légers (81 k€)
- Clartec, traitement de données, hébergement et activités connexes (76 k€)
- Sogerau, autres activités auxiliaires de services financiers, hors assurance et caisses de retraite, n.c.a. (3 k€)

### Agriculture
La commune est dans la « plaine du Roussillon », une petite région agricole occupant la bande côtière et une grande partie centrale du département des Pyrénées-Orientales. En 2020, l'orientation technico-économique de l'agriculture  sur la commune est la viticulture.
|               | 1988 | 2000 | 2010 | 2020 |
| ------------- | ---- | ---- | ---- | ---- |
| Exploitations | 57   | 38   | 28   | 21   |
| SAU (ha)      | 685  | 500  | 360  | 244  |

Le nombre d'exploitations agricoles en activité et ayant leur siège dans la commune est passé de 57 lors du recensement agricole de 1988  à 38 en 2000 puis à 28 en 2010 et enfin à 21 en 2020, soit une baisse de 63 % en 32 ans. Le même mouvement est observé à l'échelle du département qui a perdu pendant cette période 73 % de ses exploitations,. La surface agricole utilisée sur la commune a également diminué, passant de 685 ha en 1988 à 244 ha en 2020. Parallèlement la surface agricole utilisée moyenne reste stable à 12 ha.

## Culture locale et patrimoine

### Monuments et lieux touristiques
- Porte fortifiée des XIIIe et XIVe siècles au centre du village ( Inscrit MH (1984));
- Église Saint-Martin ;
- Église Saint-Vincent des Xe et XIe siècles ( Inscrit MH (1982, Vestiges)[51]) ;
- Chapelle Saint-Sébastien de Fourques.

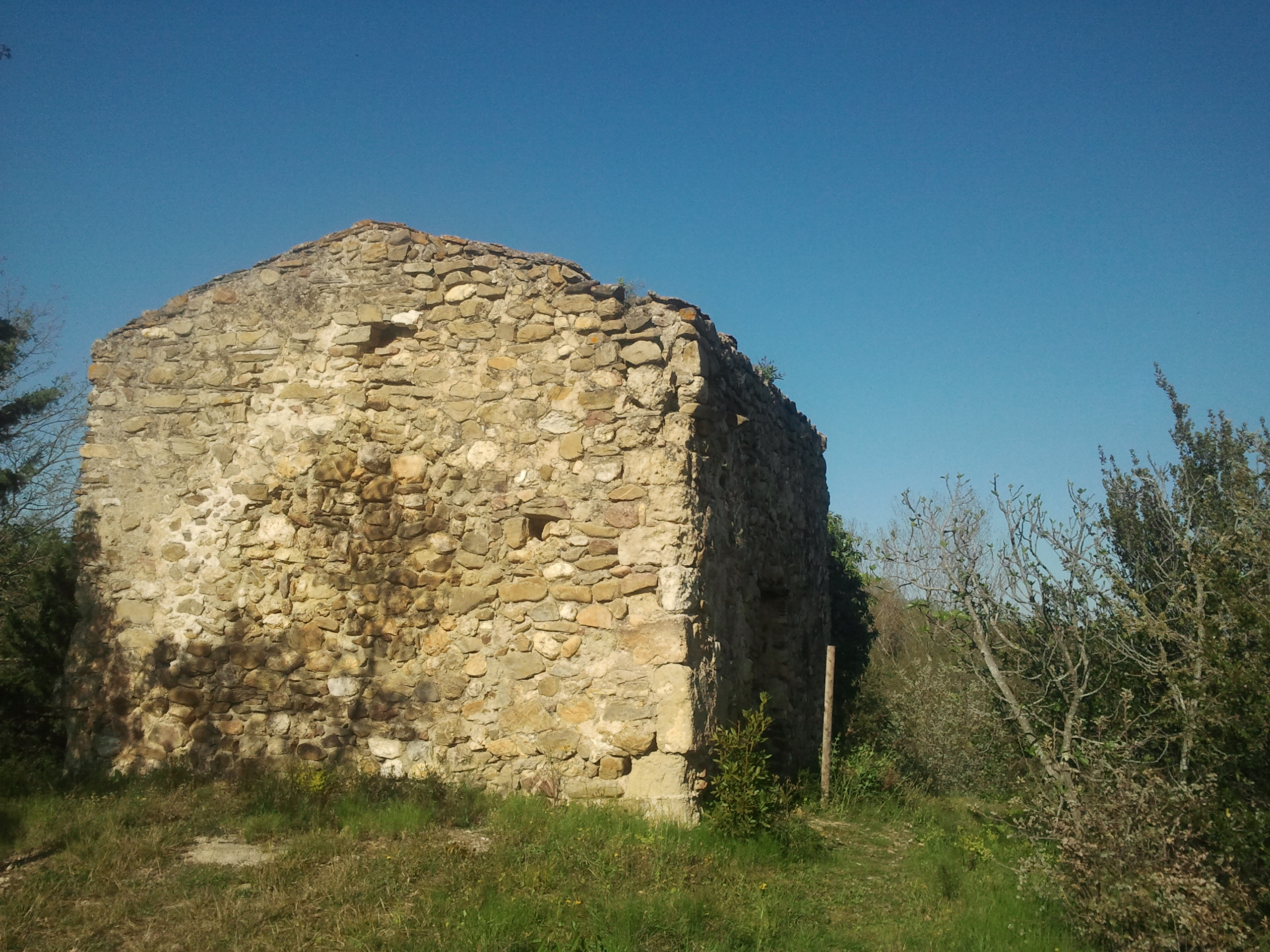
L'église Saint-Vicent
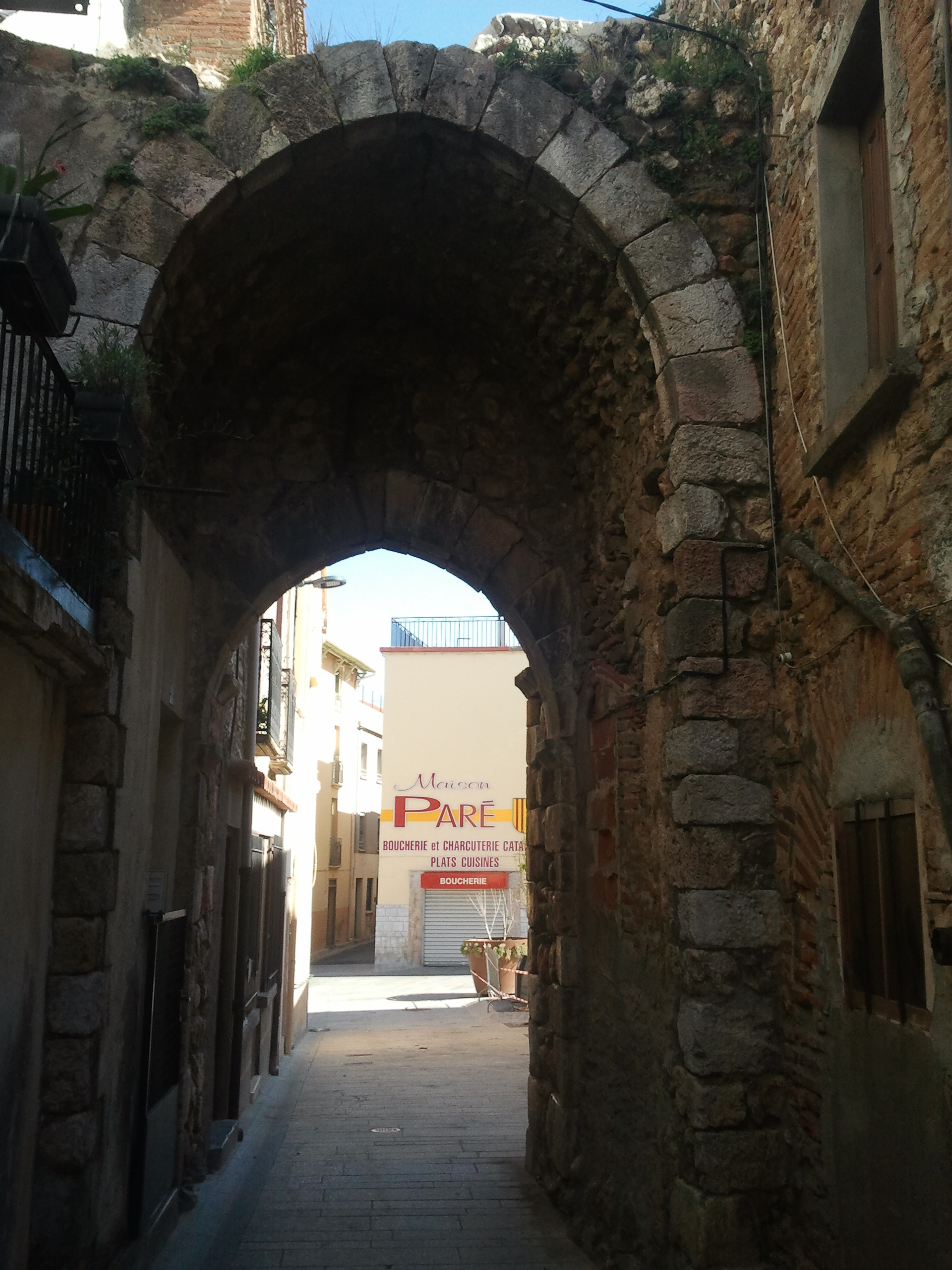
La porte fortifiée
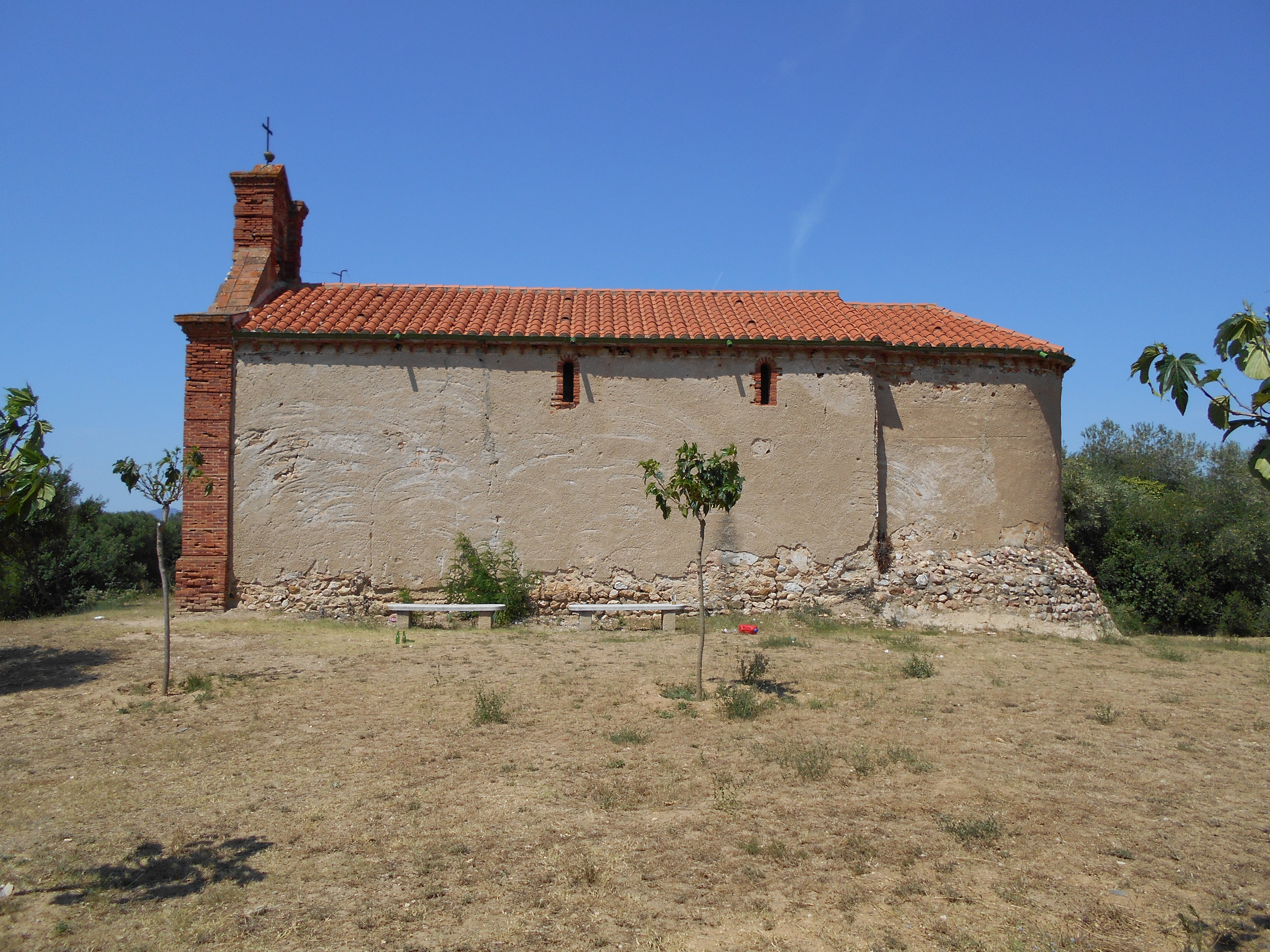
La chapelle Saint-Sébastien

### Personnalités liées à la commune
- Raymond Cabaribère (1913-1954) : militaire né à Fourques.

### Héraldique
| Blason de Fourques | Blason  | De sinople aux trois fourches d’or.              |
| Blason de Fourques | Détails | Le statut officiel du blason reste à déterminer. |